# 神山県 (日本)
神山県（かみやまけん
、じんざんけん）は、1871年（明治4年）に伊予国南部を管轄するために設置された県。現在の愛媛県南予地方にあたる。本項では前身である宇和島県（うわじまけん。第1次府県統合後）についても記す。

## 概要
当初の宇和島県域は現在の西宇和郡伊方町、南宇和郡愛南町の全部、ならびに西予市、大洲市、八幡浜市、宇和島市、北宇和郡鬼北町、北宇和郡松野町の各一部。
近隣三県との合併後は旧宇和島県の県域に加え、伊予市、伊予郡松前町、伊予郡砥部町、喜多郡内子町の全部、西予市、大洲市、八幡浜市、宇和島市、北宇和郡鬼北町、北宇和郡松野町の残部ならびに、松山市、東温市、上浮穴郡久万高原町の各一部に該当する。
県勢は当初、草高10万石、現石5万2420石。合併後は7万6064戸、人口35万7413人、石高22万余石に達した。
神山県の県名は万葉集などに登場する「矢野の神山」（場所は諸説あり、八幡浜市の八幡神社や大洲市の出石山などに比定される）に由来。

## 沿革
- 1871年（明治4年）7月14日 - 第1次府県統合により新谷県、大洲県、吉田県、宇和島県が統合され、伊予国南部に改めて宇和島県が発足。県庁は引き続き宇和郡宇和島（現在の宇和島市）に設置。また、喜多郡大洲大洲町（現在の大洲市）に支庁を設置。
- 1872年（明治5年）6月23日 - 神山県に改称（旧藩名を冠するのはふさわしくないという新政府の方針という説もある）。
- 1873年（明治6年）2月20日 - 石鉄県と統合され愛媛県が発足。同日神山県廃止。

## 管轄地域
- 伊予国
  - 伊予郡
  - 喜多郡
  - 宇和郡
  - 浮穴郡の一部（のちの下浮穴郡）

## 歴代知事

### 宇和島県
- 1871年（明治4年）11月15日 - 1871年（明治4年）11月23日 ： 参事・平岡準（前静岡県権少参事、元幕臣）
- 1871年（明治4年）11月23日 - 1871年（明治4年）12月12日 ： 不在
- 1871年（明治4年）12月12日 - 1872年（明治5年）6月23日 ： 権令・間島冬道（前名古屋県参事、元名古屋藩士）

### 神山県
- 1872年（明治5年）6月23日 - 1872年（明治5年）7月25日 ： 権令・間島冬道（前宇和島県権令）
- 1872年（明治5年）7月25日 - 1873年（明治6年）2月20日 ： 参事・江木康直（前神山県権参事、元山口藩士）

なお、江木康直は引き続き愛媛県参事を務めた。